# Marc Desserteaux
Pour les articles homonymes, voir Desserteaux.
 (septembre 2017).
Si vous disposez d'ouvrages ou d'articles de référence ou si vous connaissez des sites web de qualité traitant du thème abordé ici, merci de compléter l'article en donnant les références utiles à sa vérifiabilité et en les liant à la section « Notes et références ».
Marc Desserteaux, né le 14 décembre 1885 à Dijon et mort dans la même ville le 3 juin 1949, est un juriste français.

## Biographie
Marc François Henri Frédéric Desserteaux est le fils du doyen Fernand Desserteaux et le père du capitaine Henry Desserteaux (1917-1947), qui donna son nom à la promotion 2023-2026 de l'École spéciale militaire de Saint-Cyr.
Il suit des études de droit, obtient le doctorat, puis l'agrégation (section de droit privé et de droit criminel) en 1912 à la Faculté de droit de Dijon. Entre temps, il s'inscrit au barreau comme avocat à la Cour d'appel de Dijon et est admis comme membre du conseil de direction de la Société générale des prisons (éditrice de la Revue pénitentiaire et de droit pénal) en 1909.
Il devient professeur de droit civil à Dijon après l'obtention de l'agrégation.
Spécialiste de l'étude du droit comparé, il soutient, avec le juriste René David, l'établissement de rapports plus étroits entre le droit comparé et la géographie, soulignant « l'influence que les conditions géographiques de la vie dans une contrée auraient sur les institutions juridiques ».
Il était membre de l'Académie de Mâcon.

## Publications

### Ouvrages
- Essai d'une théorie générale de l'effet déclaratif en droit civil français, thèse pour le doctorat (sciences juridiques), Paris, 1908, A. Rousseau, 524 p.
- Des accidents du travail qui donnent droit à plusieurs indemnités, Thèse pour le doctorat (sciences politiques et économiques), Paris, 1909, A. Rousseau, 175 p.
- Droits du propriétaire sur les animaux qui pénètrent sur son fonds, Recueil Sirey , 1912
- Le Pacte de constitut, 1919
- La question des coobligés : essai d'une explication nouvelle de la production intégrale du créancier aux diverses faillites des débiteurs, Recueil Sirey , 1919
- Procédures civiles et commerciales égyptienne, avec Abd el-Fattah el-Sayed, 1926
- Traité théorique et pratique des effets de commerce en droit égyptien, avec Abd el-Fattah el Sayed Bey, 1928
- Traité théorique et pratique des faillites en droit égyptien, avec Abd el-Fattah el-Sayed, 1932
- Des faillites et banqueroutes et des liquidations judiciaires, Tome premier, avec Jean Percerou, 1935, 1938
- Des faillites et banqueroutes et des liquidations judiciaires, Tome deuxième, avec Jean Percerou, 1937
- Des Faillites et banqueroutes et des liquidations judiciaires, Tome troisième, avec Jean Percerou, 1938
- L'évolution de la condition juridique de la femme mariée, 1939
- La libre recherche scientifique. A quel critérium peut-on reconnaître les cas d'application de la libre recherche scientifique ?, Recueil Sirey[réf. incomplète]
- De la période suspecte en matière civile, Dalloz[réf. incomplète]

### Articles
- Abus de droit ou conflit de droits, Revue trimestrielle de droit civil, 1906, Paris, L. Larose et L. Tenin, pp. 119-139 lire en ligne sur Gallica
- De la Protection des enfants légitimes après le prédécès de leur père ou de leur mère, Revue trimestrielle de droit civil, Paris, 1912, pp. 5-35, lire en ligne sur Gallica